# Paolo Maldini
Paolo Maldini, född 26 juni 1968 i Milano, Italien, är en italiensk före detta professionell fotbollsspelare som främst spelade som vänsterback och mittback för AC Milan och det italienska landslaget. Han betraktas allmänt vara en av fotbollshistoriens största profiler och vissa anser att han är den bästa försvararen som någonsin utövat sporten. Som kapten i Milan och Italien under många år fick han smeknamnet "Il Capitano" ("Kaptenen"). Maldini höll rekordet för flest framträdanden i Serie A, med 647, fram till 2020, då han blev omkörd av Gianluigi Buffon. Han är än idag aktiv inom AC Milan där han arbetar som teknisk chef. Maldini är även delägare till USL Championship klubben Miami FC i USA.
Maldini tillbringade alla 25 säsonger av sin spelarkarriär i Serie A med Milan, innan han gick i pension vid 41 års ålder 2009. Han vann 25 troféer med Milan: Uefa Champions League fem gånger, sju Serie A-titlar, en Coppa Italia, fem Supercoppa Italiana-titlar, fyra Uefa Super Cups, två Intercontinental cups och en FIFA Club World Cup. Maldini prisades som den bästa försvararen vid Uefa Club Football Awards vid 39 års ålder, samt utmärkelsen Årets försvarare 2004. Efter sin pensionering efter säsongen 2008/09 pensionerade Milan hans tröja nummer 3. 
Maldini debuterade för Italien 1988 och representerade landet i 14 år innan han gick i pension 2002 med 7 mål och 126 landskamper, han höll då rekordet för mest matcher, men kom sedan att överträffats av Fabio Cannavaro och Gianluigi Buffon. Maldini var kapten i Italien i åtta år och hade rekordet för mest framträdanden som Italiens kapten (74) tills han återigen blev omkörd av Cannavaro och Buffon. Med Italien deltog Maldini i fyra Världsmästerskap och tre Europamästerskap. Även om han aldrig vann en turnering med Italien, nådde han finalen i världscupen 1994 och Euro 2000 och semifinalen i världsmästerskapet 1990 och Euro 1988. 

## Klubblagskarriär

### Milan
Maldini debuterade redan som 16-åring i Serie A för AC Milan den 20 januari 1985 när Nils Liedholm bytte in honom istället för en skadad spelare. Han utvecklades snabbt till en av världens bästa vänsterbackar och gjorde sitt första stora mästerskap för Italien i EM 1988. I klubblaget AC Milan firade Maldini stora triumfer under 90-talet med flera ligatitlar och segrar i Champions League. Maldini var del AC Milans legendariska försvarslinje tillsammans med Franco Baresi, Mauro Tassotti och Alessandro Costacurta. 
Maldini är också den enda spelare som har spelat 600 matcher i Serie A - samtliga för AC Milan som han har varit trogen hela sin långa karriär. Ingen annan spelare har spelat så många säsonger i Serie A för samma klubb (23). Maldinis far Cesare spelade för övrigt också för Milan på 1950- och 1960-talen. År 2005 utsågs Maldini, 37 år gammal, till Europas femte bäste fotbollsspelare, något som är ovanligt för en försvarsspelare.
Den 25 oktober 2008 meddelade Paolo Maldini att han slutar med fotbollen efter säsongen 2008-2009. Den 24 maj 2009 spelade Paolo Maldini sin sista match på Milans hemmaarena San Siro, en match som slutade med en 2-3-förlust mot Roma. Matchen mot AS Roma var Maldinis 901:a match i AC Milan, sin sista match gjorde han borta mot Fiorentina den 31 maj, en match som vanns av Milan med 2-0. Maldini har sammanlagt gjort över 1 000 tävlingsmatcher för AC Milan och det italienska landslaget.
Hösten 2006 var Maldini modell för H&M.

## Landslagskarriär
Maldini spelade sin första U21-landskamp 1986 då hans far Cesare Maldini ledde laget. 1988 följde A-landslagsdebuten i en träningslandskamp mot Jugoslavien. Han gjorde en match för Italien i OS 1988 samma år som han gjorde turneringsdebut för A-landslaget genom att spela fyra matcher under EM i Västtyskland. Han gjorde VM-debut på hemmaplan 1990 då Italien tog brons.
Maldini var med och förlorade VM-finalen 1994 och EM-finalen 2000. Han är också Italiens meste VM-spelare med 23 matcher över fyra turneringar. Efter VM-slutspelet 2002 slutade Maldini i landslaget, som dess meste spelare med 127 landskamper varav 74 landskamper som kapten för Italien. Att vinna en titel med landslaget var något som han framförallt i slutet av karriären drömde om.

## Familj
Paolo Maldini är gift med fotomodellen Adriana Fossa. De har två söner tillsammans, Christian (14 juni 1996) och Daniel (11 oktober 2001).
Christian spelar i Pro Sesto i Serie C och är back. Daniel spelar i AC Milans seniorlag, som mittfältare. Paolo Maldini är son till Cesare Maldini. 

## Statistik
| Lag               | Säsong            | Liga              | Liga    | Liga | Coppa Italia | Coppa Italia | Europa  | Europa | Annat   | Annat | Totalt  | Totalt |
| Lag               | Säsong            | Division          | Matcher | Mål  | Matcher      | Mål          | Matcher | Mål    | Matcher | Mål   | Matcher | Mål    |
| ----------------- | ----------------- | ----------------- | ------- | ---- | ------------ | ------------ | ------- | ------ | ------- | ----- | ------- | ------ |
| AC Milan          | 1984/85           | Serie A           | 1       | 0    | 0            | 0            | –       | –      | –       | –     | 1       | 0      |
| AC Milan          | 1985/86           | Serie A           | 27      | 0    | 6            | 0            | 6       | 0      | 1       | 0     | 40      | 0      |
| AC Milan          | 1986/87           | Serie A           | 29      | 1    | 7            | 0            | –       | –      | 1       | 0     | 37      | 1      |
| AC Milan          | 1987/88           | Serie A           | 26      | 2    | 1            | 0            | 2       | 0      | –       | –     | 29      | 2      |
| AC Milan          | 1988/89           | Serie A           | 26      | 0    | 7            | 0            | 7       | 0      | –       | –     | 40      | 0      |
| AC Milan          | 1989/90           | Serie A           | 30      | 1    | 6            | 0            | 8       | 0      | 3       | 0     | 47      | 1      |
| AC Milan          | 1990/91           | Serie A           | 26      | 4    | 3            | 0            | 4       | 0      | 2       | 0     | 35      | 4      |
| AC Milan          | 1991/92           | Serie A           | 31      | 3    | 7            | 1            | –       | –      | –       | –     | 38      | 4      |
| AC Milan          | 1992/93           | Serie A           | 31      | 2    | 8            | 0            | 10      | 1      | 1       | 0     | 50      | 3      |
| AC Milan          | 1993/94           | Serie A           | 30      | 1    | 2            | 0            | 10      | 1      | 4       | 0     | 46      | 2      |
| AC Milan          | 1994/95           | Serie A           | 29      | 2    | 1            | 0            | 11      | 0      | 2       | 0     | 43      | 2      |
| AC Milan          | 1995/96           | Serie A           | 30      | 3    | 3            | 0            | 8       | 0      | –       | –     | 41      | 3      |
| AC Milan          | 1996/97           | Serie A           | 26      | 1    | 3            | 0            | 6       | 0      | 1       | 0     | 36      | 1      |
| AC Milan          | 1997/98           | Serie A           | 30      | 0    | 7            | 0            | –       | –      | –       | –     | 37      | 0      |
| AC Milan          | 1998/99           | Serie A           | 31      | 1    | 2            | 0            | –       | –      | –       | –     | 33      | 1      |
| AC Milan          | 1999/00           | Serie A           | 27      | 1    | 4            | 0            | 6       | 0      | 1       | 0     | 38      | 1      |
| AC Milan          | 2000/01           | Serie A           | 31      | 1    | 4            | 0            | 14      | 0      | –       | –     | 49      | 1      |
| AC Milan          | 2001/02           | Serie A           | 15      | 0    | 0            | 0            | 4       | 0      | –       | –     | 19      | 0      |
| AC Milan          | 2002/03           | Serie A           | 29      | 2    | 1            | 0            | 19      | 0      | –       | –     | 49      | 2      |
| AC Milan          | 2003/04           | Serie A           | 30      | 0    | 0            | 0            | 9       | 0      | 3       | 0     | 42      | 0      |
| AC Milan          | 2004/05           | Serie A           | 33      | 0    | 0            | 0            | 13      | 1      | 1       | 0     | 47      | 1      |
| AC Milan          | 2005/06           | Serie A           | 14      | 2    | 0            | 0            | 9       | 0      | –       | –     | 23      | 2      |
| AC Milan          | 2006/07           | Serie A           | 18      | 1    | 0            | 0            | 9       | 0      | –       | –     | 27      | 1      |
| AC Milan          | 2007/08           | Serie A           | 17      | 1    | 0            | 0            | 4       | 0      | 2       | 0     | 23      | 1      |
| AC Milan          | 2008/09           | Serie A           | 30      | 0    | 0            | 0            | 2       | 0      | –       | –     | 32      | 0      |
| Totalt i klubblag | Totalt i klubblag | Totalt i klubblag | 647     | 29   | 72           | 1            | 161     | 3      | 22      | 0     | 902     | 33     |

^ Europeiska tävlingar inkluderar Champions League and Europa League

^ Andra turneringar inkluderar Supercoppa Italiana,  European / UEFA Super Cup, Interkontinentala cupen och FIFA Club World Cup

^ Play-off för inträde till UEFA Cup

### Landslagsstatistik
| Italiens landslag |         |     |
| År                | Matcher | Mål |
| 1988              | 10      | 0   |
| 1989              | 7       | 0   |
| 1990              | 11      | 0   |
| 1991              | 8       | 3   |
| 1992              | 7       | 3   |
| 1993              | 5       | 2   |
| 1994              | 12      | 0   |
| 1995              | 7       | 1   |
| 1996              | 7       | 0   |
| 1997              | 11      | 2   |
| 1998              | 11      | 1   |
| 1999              | 7       | 1   |
| 2000              | 11      | 0   |
| 2001              | 7       | 0   |
| 2002              | 5       | 0   |
| Totalt            | 126     | 7   |

| Nr | Datum            | Plats            | Motståndare | Mål | Resultat | Tävlingsform                            |
| -- | ---------------- | ---------------- | ----------- | --- | -------- | --------------------------------------- |
| 1  | 20 januari 1993  | Florens, Italien | Mexiko      | 2–0 | 2–0      | Vänskapsmatch                           |
| 2  | 24 mars 1993     | Palermo, Italien | Malta       | 6–1 | 6–1      | Världsmästerskapet 1994                 |
| 3  | 11 november 1995 | Bari, Italien    | Ukraina     | 3–1 | 3–1      | Kvalspelet till Europamästerskapet 1996 |
| 4  | 29 mars 1997     | Trieste, Italien | Moldavien   | 1–0 | 3–0      | Kvalspelet till Världsmästerskapet 1998 |
| 5  | 30 april 1997    | Napoli, Italien  | Polen       | 2–0 | 3–0      | Kvalspelet till Världsmästerskapet 1998 |
| 6  | 22 april 1998    | Parma, Italien   | Paraguay    | 1–0 | 3–1      | Vänskapsmatch                           |
| 7  | 5 juni 1999      | Bologna, Italien | Wales       | 3–0 | 4–0      | Kvalspelet till Europamästerskapet 2000 |

## Meriter
- VM i fotboll: 1990, 1994, 
  - VM-silver: 1994
  - VM-brons: 1990
- EM i fotboll: 1988, 1996, 2000
  - EM-silver 2000
- Interkontinental/Klubblags VM-guld 1989, 1990, 2007
- Champions League: 1989, 1990, 1994, 2003, 2007
  - Silver 1993, 1995, 2005
- Italiensk mästare: 1988, 1992, 1993, 1994, 1996, 1999, 2004
- Europeiska supercupen 1989, 1990, 1994, 2003, 2007
- Italienska supercupen 1988, 1992, 1993, 1994, 2005
- Italienska Cupen 2003